# Apamea unanimis
Apamea unanimis là một loài bướm đêm thuộc họ Noctuidae. Nó là loài bản địa của châu Âu, Thổ Nhĩ Kỳ, Azerbaijan và miền tây Xibia. However, nó được di thực vào Bắc Mỹ và can now be được tìm thấy ở Ontario, Quebec, New Brunswick, New York, Michigan và Wisconsin.
Sải cánh dài 30–38 mm. Con trưởng thành bay từ tháng 6 đến tháng 7 tùy theo địa điểm.
Ấu trùng ăn Phragmites australis, Phalaris và Glyceria.

## Hình ảnh

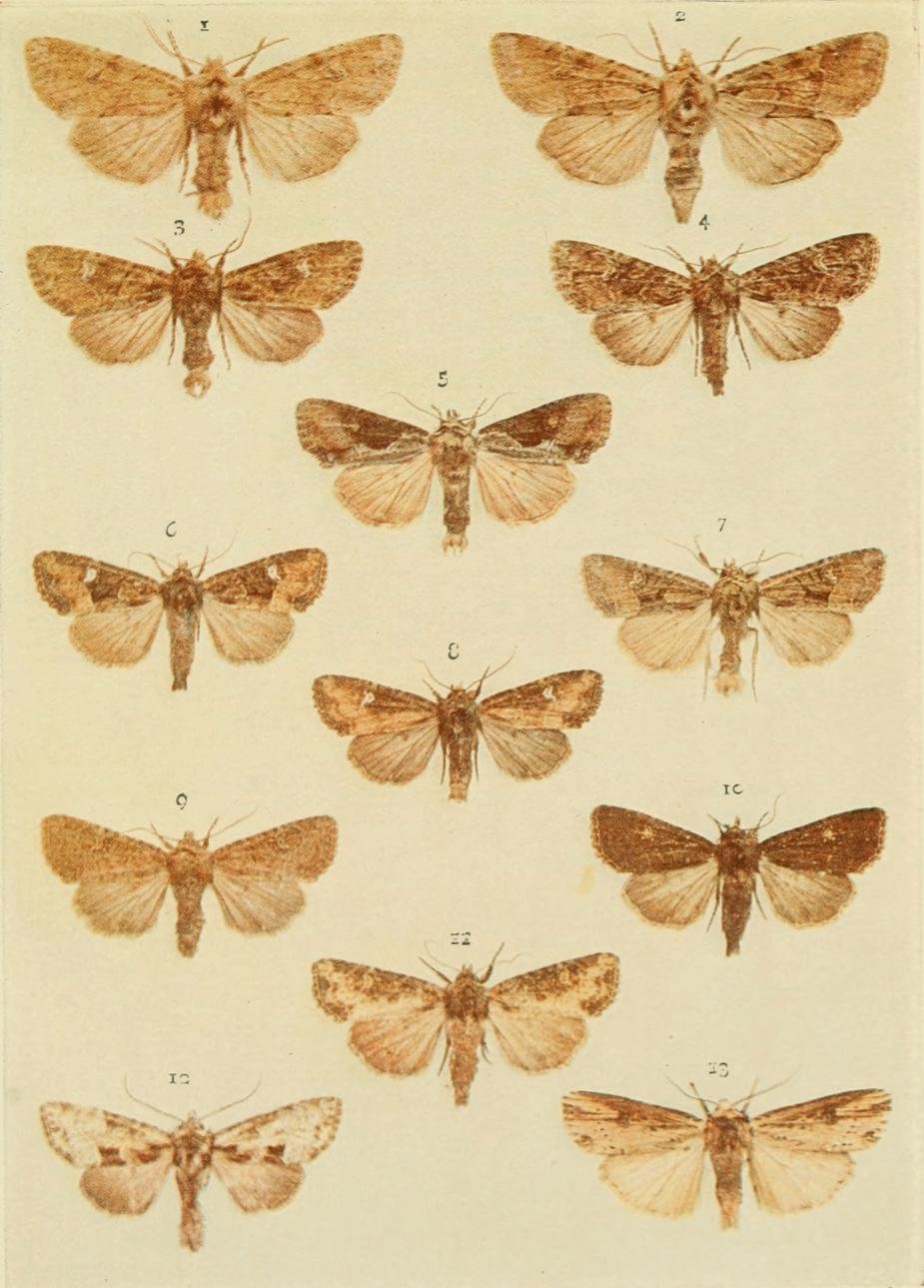